# ポール・ランド

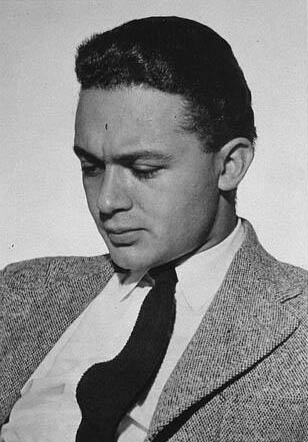
ポール・ランド

ポール・ランド（Paul Rand, 本名Peretz Rosenbaum, 1914年8月15日 - 1996年11月26日）は、アメリカ合衆国の著名なグラフィックデザイナー。様々な企業のロゴデザインで知られる。ニューヨークのプラット・インスティチュート (1929–1932)、パーソンズ美術大学(1932–1933)、アート・スチューデント・リーグ (1933–1934)で学んだ。グラフィック・デザインにおけるスイス・スタイルの創始者のひとりである。1956年から1969年にかけて、さらに1974年以降、イエール大学でデザインを教えている。1972年、ニューヨークのアート・ディレクターズ・クラブの殿堂（Hall of Fame）入りを果たした。
作品として多くのコーポレートアイデンティティやポスターがあり、IBM、UPS、 ABCテレビ、NeXT、エンロンのものがよく知られる。1996年に癌のため死去。コネチカット州のBeth El墓地に埋葬された。
作品の一部は英語版wikipediaおよび仏語版wikipediaで見ることができる。

## 幼少時代と教育
ペレス・ローゼンバウムは1914年、ニューヨークのブルックリンで生まれた。幼い頃からデザインに関心を持ち、父の経営する食料品店や学校のイベントのために看板を描いている。
ランドの父親は芸術で身を立てることに懐疑的だったため、ポールをマンハッタンのハレン・ハイスクールに進学させたが、ポールは平行してプラット・インスティチュートの夜学クラスに通っていた。ポール・ランドは大雑把にいえば「デザイナーとしては独学で、Gebrauchsgraphikなどの欧州の雑誌に掲載されたカッサンドルやモホリ＝ナジの作品から学んでいた」。

## 初期の業績
彼の経歴はそれほど華々しい開始をしたわけではなく、初めの仕事は新聞や雑誌にストック・イメージを提供する会社のパート・タイムであった。学校の課題と仕事の合間をつかってランドは相当な量のポートフォリオを作成している。これはドイツの広告のスタイル、ザッハプラカット (Sachplakat, object poster)やグスタフ・イエンセンの影響を受けたものであった。
はっきりとユダヤ系と分かる「ペレス・ローゼンバウム」という名前を隠し、簡単なものにするために名前を変えようと決意するのはこの時期である。ファーストネームは短くして「ポール」とし、叔父から「ランド」という姓を借りることにした。ランドの友人で恊働していたモリス・ヴィソグロード（Morris Wyszogrod）は、「彼は四文字ずつのPaul Randという名がすてきなシンボルになると思っていました。だから彼はポール・ランドになることにしたんです」と語っている。ロイ・R・ベーレンスはランドの新たな名前の重要性を「ランドは新しいペルソナを手に入れた。これはその後の多くの業績のブランド名になったもので、つまり彼が最初につくりだしたコーポレートアイデンティティだったのである。そしてこれは最も長持ちしたものだった」と指摘している。
実際にランドは急速に名を挙げるようになる。20代の初めにはすでに国際的な注目を集めるようになり、とりわけデザインの自由を交換条件として無償で請け負った雑誌Directionのカバーが評判となった。ついにはモホリ＝ナジの賞賛も受けている：
| 「 | アメリカの若い世代の中で、ポール・ランドは最も有能な人間のひとりのようだ。[. . .] 彼は自分の住む国から知識と創造性を吸収している画家であり、講師である、産業デザイナーであり、そして広告デザイナーである。詩人の言葉をかたりながらビジネスマンの言語を解する彼は、理想主義者であると同時に現実主義者である。必要と機能について熟考している。問題を分析する能力に長けているが、その空想はとどまるところを知らない。 | 」 |

ランドが20代の輝かしい活躍で築いた評判は以後衰えることがなかった。むしろ、その後の作品や書いたものがその分野における彼の陰の立役者（éminence grise）としての地位を確立してゆくにつれ、その名声はますます堅固なものとなってゆく。
ランドは1950年代から1960年代にかけて制作した企業ロゴの分野で一番知られているが、もともと評価されたのは初期のページ・レイアウト（タイプセッティング）の仕事である。1936年、ランドはApparel Artsという雑誌の記念号のページ・レイアウトを任される。彼の才能は「ありふれた写真を劇的な構成に変え、誌面の説得力を大きく増」し、ランドはフルタイムの業務を与えられることになった。さらにはEsquire誌やCoronet誌からアート・ディレクションの注文を呼び込んだ。ランドは、初めは「まだ自分はそうしたレベルに達していない」として注文を断っていたが、一年後にはEsquire誌のファッションのページの責任者になることを決意する。このときわずか23歳であった。
Direction誌のカバーのデザインは、そのころまだ模索中であった「ポール・ランド風」デザインを展開していくための重要な段階となったようである。1940 年12月号のカバー（英語版本記事の図Aを参照）は、有刺鉄線のイメージによって戦渦で破壊された贈り物と十字架を現したもので、この雑誌の仕事での「芸術的自由」を端的に示すものになっている。『デザインについて』（Thoughts on Design）で、ランドはこれはついて「重要なのは、十字架が、宗教的な含意から解放された純粋な造形として、攻撃的な垂直性（男性性）と、受動的な水平性（女性性）の完璧な融合として表現されることである」と述べている。
こうしたやり方で、ランドは普通は「ハイ・アート」の文脈で扱われるテーマを自分のグラフィック・デザインに導入する実験を試みていたのである。この試みは、さらに彼の一生涯をかけた追求である、ヨーロッパの現代主義の巨匠たちと自らの実践とを架橋する挑戦へとつながってゆく。

## コーポレートアイデンティティ
ランドの最もよく知られたグラフィック・デザインへの貢献は、その多くがなおも当時のまま使われているコーポレートアイデンティティの仕事である。なかでも、IBM、ABCテレビ、Cummins Engine、ウェスティングハウス、そしてUPSなどはランドの貴重な遺産を受け継いでいる（UPSは最近ランドのオリジナルデザインの変更を行い、議論を呼んだ）。彼の強みのひとつは、モホリ＝ナジが指摘したように、企業にとって彼の提案がもっている必要性を説明する能力、いわばセールスマンとしての能力の高さであった。ルイス・ダンジガー（Louis Danziger、グラフィック・デザイナー）は次のように語っている：
| 「 | ランドはほとんど彼ひとりの力でデザインが効果的な道具であるということをビジネス界に納得させてしまった。[. . .] 1950年代から1960年代にかけてデザインをしていた者は、ランドに大きく助けられた。彼はそれが仕事になりうる状況を作ってくれたのだ。彼は誰よりもデザインという職能の地位を向上させることに貢献した。我々は彼のおかげで商業芸術家ではなくてグラフィック・デザイナーになることができたのだ。 | 」 |

ランドの仕事を端的にあらわすコーポレートアイデンティティは彼によって1956年にデザインされたIBMのロゴである。マーク・フェーヴァーマン（Mark Favermann）は、これは「単なるアイデンティティではなく、この企業全体の意識と一般への受容に深く浸透した基本的なデザイン哲学となった」と述べている。ロゴは1960年にランド自身によって改変され、1972年にはストライプのものが誕生する。ランドは1970年代初期から1980年代初期にかけてIBMのために梱包材やマーケティングのための資料のデザインも行い、この中であの有名な「アイ（eye＝目）、ビー（bee＝蜂）、エム（IBMロゴのM）」ポスターも誕生した(英語版本記事の図Bを参照)。フォードは1960年代にランドに企業ロゴのデザイン見直しを依頼したが、結局、彼による最新化されたロゴは用いない決定をしている(英語版本記事の図Cを参照)。
ランドのロゴ・デザインはシンプルで単純なものだと見なされやすい。彼は『デザイナーの技芸』（A Designer’s Art）の中ですでに「独自のものや刺激的なものを生み出すためにアイデア自体が難解なものになる必要はない」と指摘している。こうした最小限志向な理想と、ロゴは「最大限のシンプルさと慎ましさをもってデザインしなければ生き残るものにはならない」というランドの理念は、彼のABCテレビのためのロゴ（1962年）に典型的に示されている。
ランドは高齢になってからも制作に旺盛で、80年代、90年代に入ってからも多くの重要なコーポレートアイデンティティを制作し続けた。この中にはひとつの解決のために10万ドルが支払われたという噂もある。後期の仕事で注目に値するのはNeXT社のためのスティーヴ・ジョブズとの恊働である。ランドは社名を二行に分けたシンプルな黒い立方体のロゴをデザインし、ジョブズはその視覚的な調和をいたく気に入ったという。これまでのランドの仕事によって喜んだ顧客を挙げるとすれば、ジョブズが筆頭だろう。1996年のランド死去の前、ジョブズはランドを「存命中の最も偉大なグラフィック・デザイナー」と称し、またランドの仕事を話題にした1993年のインタビューでは、ジョブズはランドを「私が会った中で最も玄人な人間のひとり」、「深い思想家」、「個性的な芸術家」と呼んで極めて高い評価を与えている。

## 影響とそのほかの仕事

### 理論の展開
多くのスタッフを使っていたこともある一方、ランドは製作過程の大部分については共有することがなかったが、自分のデザイン思想を明らかにするために書籍をつくることには意欲的だった。ランドの研究熱心さに火をつけたのはおそらくモホリ＝ナジで、彼はランドに初めて会ったとき、アート批評を読むことがあるか、と尋ねたという。「ノー」といったランドへのモホリ＝ナジの答えは「それは残念だ」だった。
スティーヴン・ヘラーはこのミーティングの重要性を指摘し、「その時以来、ランドはロジャー・フライやアルフレッド・ノース・ホワイトヘッド、ジョン・デューイなどの先進的な哲学者や芸術批評家などの本を貪るように読みふけった」と述べている。それらの理論家はランドの仕事に深い影響を与えている。1995年のマイケル・クローガー（Michael Kroeger）とのインタビューでは、いろいろなトピックスに加えて特にデューイの『経験としての芸術』が話題になっている。ランドはデューイの主張を敷衍して以下のように述べている：
| 「 | [. . . 『経験としての芸術』は]あらゆる物事に関わってくるので、無関係でいられる対象は無くなります。この本が読まれるのに100年かかった理由はそこにあります。哲学者はいまでもこの本について議論している。この本はいつ読んでも必ず何か発見がある。これは私だけではなく哲学者たちが言っていることです。たとえば今読んで、来年になって再読すれば、また新しい発見があるでしょう。 | 」 |

このように、デューイがランドのグラフィック・デザインの根本的な思想の重要な源となっていることはどうやら明らかである。ランドの『デザインについて』のある部分に、デューイの哲学から近代芸術における「機能―美学的完成」へ補助線をひいているくだりがある。ランドが「デザインについて」で押し進めた思想のひとつは、ぼやけたり損傷した後でも認識されるようなグラフィック作品を制作することであった（英語版本記事図Dを参照）。ランドはコーポレートアイデンティティを制作する際はこのことをひとつの基準に据えていた。

#### 批判
ランドの最初の本に対して同業者は賛辞を贈ったが、それに続く1996年の『ラスコーからブルックリンへ』（From Lascaux to Brooklyn）は「デザインの新しい潮流に対して反動的で敵対的になっている」という批判を受けることになった。スティーヴン・ヘラーは「凡庸さに敵対する根源的なモダニスト」と呼んでランドの後期の思想を支持したが、一方でフェーヴァーマンはこの時期を「反動的な怒れる老年」を呼んでいる。
こうした批判はあるものの、グラフィック・デザイン理論へのランドの貢献はこの職能の発展にとって本質的な進展をもたらしたと広く認められている。

### モダニストの影響
ランドの経歴を通じて核となってきた思想、そして結果的に長い影響力を残すこととなった思想は、彼自身も重きを置いていた現代主義の哲学である。ランドはポール・セザンヌからヤン・チヒョルトに至までの作品群を賞賛し、つねに彼らの創造とグラフィック・デザインへの展開を架橋しようと試みてきた。『デザイナーの技芸』の中で、ランドはそのつながりについて明確に述べている：
| 「 | 印象派からポップ・アートに至まで、平凡な物事やマンガさえもが芸術家の熱狂の栄養源になってきた。セザンヌがリンゴについて試みたこと、ピカソがギターについて行ったこと、レジェが機械について、シュヴィッタースがガラクタについて、そしてデュシャンが便器でやったことは、新しいことは大げさな概念を当てにしないということだ。これらの芸術家の課題は、日常性を異化することだったのである。 | 」 |

この「日常を異化する」という、一般にロシアのフォルマリズム批評家ヴィクトル・シクロフスキー（Viktor Shklovsky）は帰せられるストラテジーは、ランドのデザインの規準にとって大きな意味を持っていた。たとえば電球のようなありふれた製品のために、コーポレートアイデンティティを用いて「生き生きとして独自な」包装をデザインする、というようなウェスティングハウス社の課題はその典型的な例である。

### アン・ランドとの仕事
これまでに挙げた理論書に加えて、妻のアンとともに娘のために絵本を制作している。I Know a Lot of Things（1973）（青山南訳『ぼくはいろいろしっているよ』）、Listen! Listen!（1970）（谷川俊太郎訳『きこえる！　きこえる！』）、Little 1（1962）（谷川俊太郎訳『ちいさな１』）など代表作は邦訳を含めて各国語に訳され、親しまれている。